# Torneo de Reserva 1988-89
El Torneo de Reserva 1988-89 fue la cuadragésimo octava edición del certamen organizado por la Asociación del Fútbol Argentino.
Participaron un total de 15 equipos, todos participantes de la Primera División 1988-89.
El certamen consagró campeón por tercera vez en su historia a Newell's Old Boys.

## Equipos
De los 20 equipos, participaron 15 en esta edición ya que Mandiyú, Talleres de Córdoba, Instituto de Córdoba, Racing de Córdoba y San Martín de Tucumán desistieron:
| Equipo                      | Ciudad       |
| --------------------------- | ------------ |
| Argentinos Juniors          | Buenos Aires |
| Armenio                     | Buenos Aires |
| Boca Juniors                | Buenos Aires |
| Español                     | Buenos Aires |
| Estudiantes de La Plata     | La Plata     |
| Ferro Carril Oeste          | Buenos Aires |
| Gimnasia y Esgrima La Plata | La Plata     |
| Independiente               | Avellaneda   |
| Newell's Old Boys           | Rosario      |
| Platense                    | Florida      |
| Racing                      | Avellaneda   |
| River Plate                 | Buenos Aires |
| Rosario Central             | Rosario      |
| San Lorenzo de Almagro      | Buenos Aires |
| Vélez Sarsfield             | Buenos Aires |

### Distribución geográfica de los equipos
| Región                 | Cant. | Equipos |
| ---------------------- | ----- | --- |
| Ciudad de Buenos Aires | 8     | Argentinos Juniors, Armenio, Boca Juniors, Español, Ferro Carril Oeste, River Plate, San Lorenzo de Almagro y Vélez Sarsfield |
| Conurbano bonaerense   | 3     | Independiente, Platense y Racing                                                                                              |
| Ciudad de La Plata     | 2     | Estudiantes de La Plata y Gimnasia y Esgrima La Plata                                                                         |
| Ciudad de Rosario      | 2     | Newell's Old Boys y Rosario Central                                                                                           |

## Sistema de disputa
Se llevó a cabo en dos ruedas, por el sistema de todos contra todos, invirtiendo la localía. La tabla final de posiciones del torneo se estableció por acumulación de puntos. El ganador se consagró campeón. 

## Tabla de posiciones
| Pos. | Equipo                      | Pts. | J  | DG  | GF |
| ---- | --------------------------- | ---- | -- | --- | -- |
| 1.°  | Newell's Old Boys           | 46   | 28 | 47  | 67 |
| 2.°  | Independiente               | 37   | 28 | 27  | 58 |
| 3.°  | River Plate                 | 34   | 28 | 23  | 63 |
| 4.°  | Boca Juniors                | 33   | 28 | 0   | 47 |
| 5.°  | Dep. Español                | 32   | 28 | 2   | 36 |
| 6.°  | Rosario Central             | 30   | 28 | 16  | 49 |
| 7.°  | San Lorenzo de Almagro      | 29   | 28 | -9  | 34 |
| 8.°  | Argentinos Juniors          | 27   | 28 | -6  | 44 |
| 9.°  | Vélez Sarsfield             | 25   | 28 | 4   | 48 |
| 10.° | Ferro Carril Oeste          | 24   | 28 | -2  | 32 |
| 11.° | Estudiantes de La Plata     | 22   | 28 | -12 | 37 |
| 12.° | Armenio                     | 22   | 27 | -31 | 30 |
| 13.° | Gimnasia y Esgrima La Plata | 21   | 27 | -10 | 35 |
| 14.° | Racing                      | 14   | 28 | -16 | 30 |
| 15.° | Platense                    | 14   | 28 | -33 | 23 |

|  | Campeón. |

|                                       |
|                                       |
| Campeón Newell's Old Boys 3.er título |